# Brouwerij Hedonis
Brouwerij Hedonis is een Belgische brouwerij gelegen in Michelbeke. 
De brouwerij werd opgericht in 2022 door Leopold De Ketelaere in Michelbeke. De Gentse brouwers van Hedonis Ambachtsbier waren al actief sinds 2015.

## Bieren
Onderstaande bieren worden gebrouwen:
- Ouwen Duiker
- Suzanne
- Excuse Me While I Kiss My Stout
- Middenvakrijder